# Galactic Cowboys
Galactic Cowboys est un groupe de heavy metal américain, originaire de Houston, au Texas. Ils mêlent metal progressif, style vocal inspiré par The Beatles, et techniques de groupes de thrash metal comme Anthrax. Ils sont décrits comme « sans doute le groupe metal le plus mélodique ayant existé chez les chrétiens ou dans les marchés en général. »
Pendant son existence, le groupe joue avec des groupes metal et hard rock comme Anthrax, Dream Theater, King's X et Overkill.

## Biographie
Les Galactic Cowboys se forment en 1989 à Houston, au Texas, à l'initiative du bassiste Monty Colvin et du batteur Alan Doss du groupe The Awful Truth. À la séparation de Awful Truth, Colvin et Doss se joignent au chanteur Ben Huggins et au guitariste Dane Sonnier pour former Galactic Cowboys.
En 1990, le groupe signe au label Geffen Records et publie son premier album homonyme en 1991. Malgré le bon accueil, le groupe est ignoré par le label à cause du succès de Nevermind de Nirvana à cette même période. Après de faibles ventes et quelques tournées, ils reviennent en studio et publient Space in Your Face en 1993. Space... permet au groupe de se populariser significativement. L'album contient quelques succès mineurs comme If I Were A Killer et I Do What I Do, qui passaient régulièrement sur la chaîne américaine MTV et sur la radio ZROCK. Le groupe participe au film Airheads, sorti en 1994, sous le nom de Sons of Thunder. La chanson qu'ils jouent pour le film, Don't Hate Me Because I'm Beautiful, ne sera publié nulle part.
Après une brève séparation, le groupe se réorganise avec Wally Farkas à la guitare, et un nouveau contrat avec le label Metal Blade Records. Le groupe publie un troisième album, Machine Fish, et un EP intitulé Feel the Rage en 1996. L'album The Horse That Bud Bought suit en 1997. Le groupe enregistre ensuite At the End of the Day en 1998, un album-concept, considéré par les fans comme le meilleur de leurs albums.
En 2009, ils se réunissent pour trois shows à Houston, Dallas, et Austin. Ils se réunissent aussi à l'Acadia Bar and Grill de Houston, Texas, le 13 septembre 2013.

## Membres

### Anciens membres
- Monty Colvin - basse, chant (1991–2000)
- Alan Doss - batterie, chant, clavier (1991–1998)
- Wally Farkas - guitare, chant, clavier (1995–2000)
- Ben Huggins - chant solo, guitare (1991–2000)
- Dane Sonnier - guitare, chant (1991–1995)

## Discographie
- 1991 : Galactic Cowboys
- 1993 : Space in Your Face
- 1996 : Machine Fish
- 1996 : Feel the Rage (EP)
- 1997 : The Horse That Bud Bought
- 1998 : At the End of the Day
- 2000 : Let It Go
- 2017 : Long Way Back To The Moon